# Кастырский
Кастырский (Кастырка) — хутор в Константиновском районе Ростовской области.
Входит в состав Богоявленского сельского поселения.

## География

### Улицы
- Восточная ул
- Дальняя ул
- Красная ул
- Молодёжная ул
- Солнечная ул
- Степная ул
- Центральная ул

## Население
| 2010 |
| ---- |
| 346  |